# 扎茲德里斯季 (捷列博夫利亞區)
49°21′8″N 25°31′5″E / 49.35222°N 25.51806°E
扎茲德里斯季（烏克蘭語：Заздрість）是位於烏克蘭西部特諾皮爾州裏特諾皮爾區的村莊，始建於1785年，面積3.46平方公里，海拔高度330米，2001年人口929，人口密度每平方公里268.9人。